# Kinh tế xã hội
Kinh tế xã hội là khoa học xã hội nghiên cứu cách thức hoạt động kinh tế ảnh hưởng và được định hình bởi các quá trình xã hội. Nói chung, nó phân tích cách các xã hội hiện đại tiến bộ, đình trệ hoặc suy thoái vì nền kinh tế địa phương hoặc khu vực của họ, hoặc vì nền kinh tế toàn cầu như thế nào. Xã hội được chia thành 3 nhóm: xã hội, văn hóa và kinh tế. Nó cũng đề cập đến những cách mà các yếu tố xã hội và kinh tế ảnh hưởng đến môi trường.

## Tổng quan
Kinh tế xã hội đôi khi được sử dụng như một thuật ngữ bao phủ cho các lĩnh vực khác nhau. Thuật ngữ kinh tế xã hội có thể nói chung là "sử dụng kinh tế học trong nghiên cứu xã hội".  Nói hẹp hơn, thực tiễn đương đại xem xét các tương tác hành vi của các cá nhân và nhóm thông qua vốn xã hội và "thị trường" xã hội (không loại trừ, ví dụ, sắp xếp theo hôn nhân) và hình thành các chuẩn mực xã hội trong mối quan hệ của kinh tế với các giá trị xã hội.
Một cách sử dụng bổ sung khác biệt mô tả kinh tế xã hội là "một môn học nghiên cứu mối quan hệ qua lại giữa khoa học kinh tế một mặt và triết học xã hội, đạo đức và phẩm giá con người ", hướng tới tái thiết và cải thiện xã hội  hoặc cũng nhấn mạnh các phương pháp đa ngành từ các lĩnh vực như xã hội học, lịch sử và khoa học chính trị.  Khi chỉ trích kinh tế học chính thống vì những cơ sở triết học bị cho là sai lầm (ví dụ như theo đuổi lợi ích cá nhân) và bỏ bê các mối quan hệ kinh tế rối loạn, những người ủng hộ như vậy có xu hướng phân loại kinh tế xã hội là không chính thống.

### Các nhân tố kinh tế xã hội ảnh hưởng tới sự thay đổi môi trường
Hệ thống kinh tế xã hội ở cấp khu vực đề cập tới hướng đi của xã hội và nhân tố kinh tế ảnh hưởng lẫn nhau trong cách cộng đồng địa phương và hội gia đình. Hệ thống này cho thấy sự tác động đáng kể tới môi trường thông qua việc chặt phá rừng, ô nhiễm, thảm họa tự nhiên, và sử dụng năng lượng. Qua hệ thống giữa con người và tự nhiên, những tác động này có thể dẫn đến tác động toàn cầu. Nền kinh tế địa phương, tình trạng mất đi an toàn thực phẩm và các hiểm họa từ môi trường đều là những tác động tiêu cực, là kết quả trực tiếp của các hệ thông kinh tế xã hội.

### Chặt phá rừng bừa bãi
Chặt phá rừng bừa bãi là nguyên nhân chính dẫn đến sự thay đổi môi trường. Chặt phá rừng là do sự gia tăng dân số, sự thay đổi trong gia đình và cách quản lý tài nguyên. Rừng thuộc quyền sở hữu của nhà nước và dưới sự kiểm soát của việc quản lý tài nguyên, điều đó có nghĩa là chính phủ phải chịu trách nhiệm cho việc phát triển của đất không rừng. Giữa năm 1970 và 2011, độ che phủ đã bị sụt giảm đến 20,6%. Sự sụt giảm này là do sự gia tăng dân số và gia tăng việc sử dụng nguyên liệu. Vấn đề chặt phá rừng đang góp phần làm biến đổi khí hậu bởi gỗ bị đốt cháy thường xuyên để sử dụng làm nguyên liệu đã thải ra khí CO2 vào trong không khí. Nạn chặt phá rừng cũng đang xảy ra do sự gian tăng dân số và mở rộng đất trồng trọt đã tạo ra sự vong lặp có phản hồi. Khi rừng chị chặt phá cho việc làm nông nghiệp, đất trồng sẽ bị xuống cấp, suy thoái và dẫn đến các khả năng như giảm năng suất cây trồng, có thể góp phần mất an toàn thực phẩm và thu hẹp nền kinh tế.
Việc chặt phá rừng cũng khiến cho động vật mất đi môi trường sống và lương thực ngày càng gia tăng. Mất đi môi trường sống khi chặt phá rừng là một điều tất yếu do không chỉ có cây bị chặt xuống mà cả vùng đất trồng cây bị sói mòn do mất đi sự bảo vệ của cây. Những loài động vật thì vật lộn để có thể sống sót khi phải chịu đựng nhiệt độ cao khi không còn lớp che phủ của cây. Nền kinh tế địa phương sẽ bị ảnh hưởng bởi điều đó, do họ phụ thuốc vào những nguồn tài nguyên đó để phát triển nền thị trường và chi trả cho gia đình. Những loại thuốc hiện đại cũng là tác nhân của việc phá rừng, bởi có rất nhiều loại thuốc chỉ có thể được làm ra bởi những loài thực vật được tìm thấy ở khu vực này. Mất đi nguồn tài nguyên đồng nghĩa với việc mất đi thu nhập của một cộng đồng trong khu vực với những người phụ thuộc vào những nguồn tài nguyên thiên nhiên này.

### Ô nhiễm môi trường
Ô nhiễm môi trường biển là tác động lớn với những cộng đồng đánh bắt cá nhỏ trên khắp thế giới. Khi nước biển đang ngày càng trở nên ô nhiễm, nó đã dẫn đến hàng loại sự tác động lên môi trường sống ở biển. Các loài cá sẽ hấp thụ thủy ngân từ việc khai thác than đốt và nguyên liệu hóa thạch đốt khiến chúng trở nên độc hại khi ta ăn chúng. Mất an toàn thực phẩm là một tác động tiêu cực đối kinh tế xã hội của cộng đồng ven biển, do họ phụ thuộc vào việc đánh bắt cá để vận hành thị trường tại địa phương. Những công ty lớn tạo ra ô nhiễm với một hệ thống thải tràn ra biển đã làm ảnh hưởng trực tiếp đến loài cá, sau đó là ảnh hưởng đến các cộng động xung quanh.

### Thảm họa tự nhiên
Thảm họa tự nhiên đang dần trở nên trầm trọng hơn khi môi trường đang dần thay đổi. Tại bán cầu Tây, việc sạt lở đất đang ngày càng trở nên phổ biến và trầm trọng hơn. Con người tiếp tục mở rộng và phát triển, cảnh quan bị phá vỡ bởi sự tác động của con người và các sườn đồi không ổn định bắt đầu bị sụp đổ dưới áp lực. Với những tác động này sẽ gây ra việc mất môi trường sống của sinh vật, con người sẽ mất đi nhà cửa, và hoàn toàn bị phá hủy bởi các cơ sở công nghiệp. Điều này sẽ ảnh hưởng tới nền công nghiệp của vùng giống như bất kì thảm họa thiên nhiên nào, bởi vì nó đã làm đảo lộn cuộc sống của người dân. Những sự đảo lộn ấy có bao gồm cả cá nhân và công cộng, ví dụ như đường cao tốc bị phá hủy do lở đất sẽ được coi là chi phí cộng đồng. Một trang trại địa phương bị mất tất cả hoa màu do sạt lở đất sẽ được coi là chi phí cá nhân. Đô thị hóa và chặt phá rừng là nguyên nhân chính dẫn đến số lượng các vụ sạt lở ngày càng tăng.

### Các hộ gia đình
Một sự ảnh hưởng tới kinh tế xã hội nữa là sự thay đổi trong các hộ gia đình. Gia đình hạt nhân bao gồm bố mẹ và con cái sống chung dưới một mái nhà. Trong quá khứ, các hộ gia đình thường lớn hơn, như bao gồm cả ông bà. Với sự thay đổi của số lượng người sống chung dưới một mái nhà đã làm tăng sự tiêu thụ năng lượng. Càng ít người trong một hộ gia đình có nghĩa là càng nhiều hộ gia đình. Mọi người hướng tới việc sống một mình trong xã hội hiện nay. Càng nhiều hộ gia đình thì năng lượng tiêu thụ như việc sưởi ấm nhiều nhà hơn, sử dụng điện cho nhiều TV hơn, sử dụng nhiều đèn hơn. Điều đó cũng có nghĩa là con người chiếm dụng nhiều không gian hơn, và dẫn đến quá trình đô thị hóa tại nông thôn. Đây chính là sự thay đổi trong các cộng động trên toàn thế giới.

### Kết luận
Chặt phá rừng, thảm họa môi trường, ô nhiễm môi trường, và việc tiêu thụ năng lượng ngày càng nhiều khiến cho con người và tự nhiên trở thành một hệ thống tích hợp. họ bị ảnh hưởng bởi các chính sách của chính phủ và các yếu tố bối cảnh thường có tác dộng tiêu cực hơn đối với môi trường. Sự tác động của con người đối với môi trường đã tạo ra hiệu ứng domino. Các hệ thống kinh tế xã hội này đều được liên kết với nhau và tạo ra các hiệu ứng từ cấp địa phương tới toàn đầu

### Sách
- Gustav Cassel, [1931] 1932. The Theory of Social Economy. Reprinted 1967, Augustus M. Kelley. From the Mises Institute, select among sections (press +).
- Hellmich, Simon N. (2015) What is Socioeconomics? An Overview of Theories, Methods, and Themes in the Field, Forum for Social Economics 44 (1), 1-23.
- Pokrovskii, Vladimir N. (2011) Econodynamics. The Theory of Social Production, Springer, Berlin.
- Max Weber, 1922. Economy and Society, 2 v. Description and scroll to chapter-preview links.
- Friedrich von Wieser, [1924] 1928. Social Economics. Foreword by Wesley C. Mitchell. Reprint 2003, Routledge. Scroll to chapter-preview links links.